# Березівка (Шептицький район)
Березі́вка (Колишня назва, до 1946 року — «Ляшків») — село в Україні, у Шептицькому районі (до 2020 року Радехівський район) Львівської області. Розташована на правому березі річки Старий Рів, лівої притоки Стиру. Населення становить 441 мешканець (2021). Орган місцевого самоврядування — Березівська сільська рада.

## Відомі мешканці

### Народились
- Зробок Михайло Павлович — лицар Бронзового хреста бойової заслуги УПА.
- Яків (Макарчук) — архієрей Української Православної Церкви Київського Патріархату; архієпископ Дрогобицький і Самбірський.